# Anna Rostova
Hanna Mykolaïvna Rostova (em russo:  Ганна Миколаївна Ростова; Bohdanivka, 17 de dezembro de 1950) é uma ex-jogadora de voleibol da Rússia que competiu pela União Soviética nos Jogos Olímpicos de 1976.
Em 1976, ela fez parte da equipe soviética que conquistou a medalha de prata no torneio olímpico, no qual atuou em cinco partidas.